# Willem van Steenwinckel
Willem van Steenwinckel (* um 1590; † nach dem 22. Juni 1653 in Kopenhagen) war ein aus der flämischen Künstlerfamilie Steenwinckel stammender Architekt und Baumeister.

## Leben

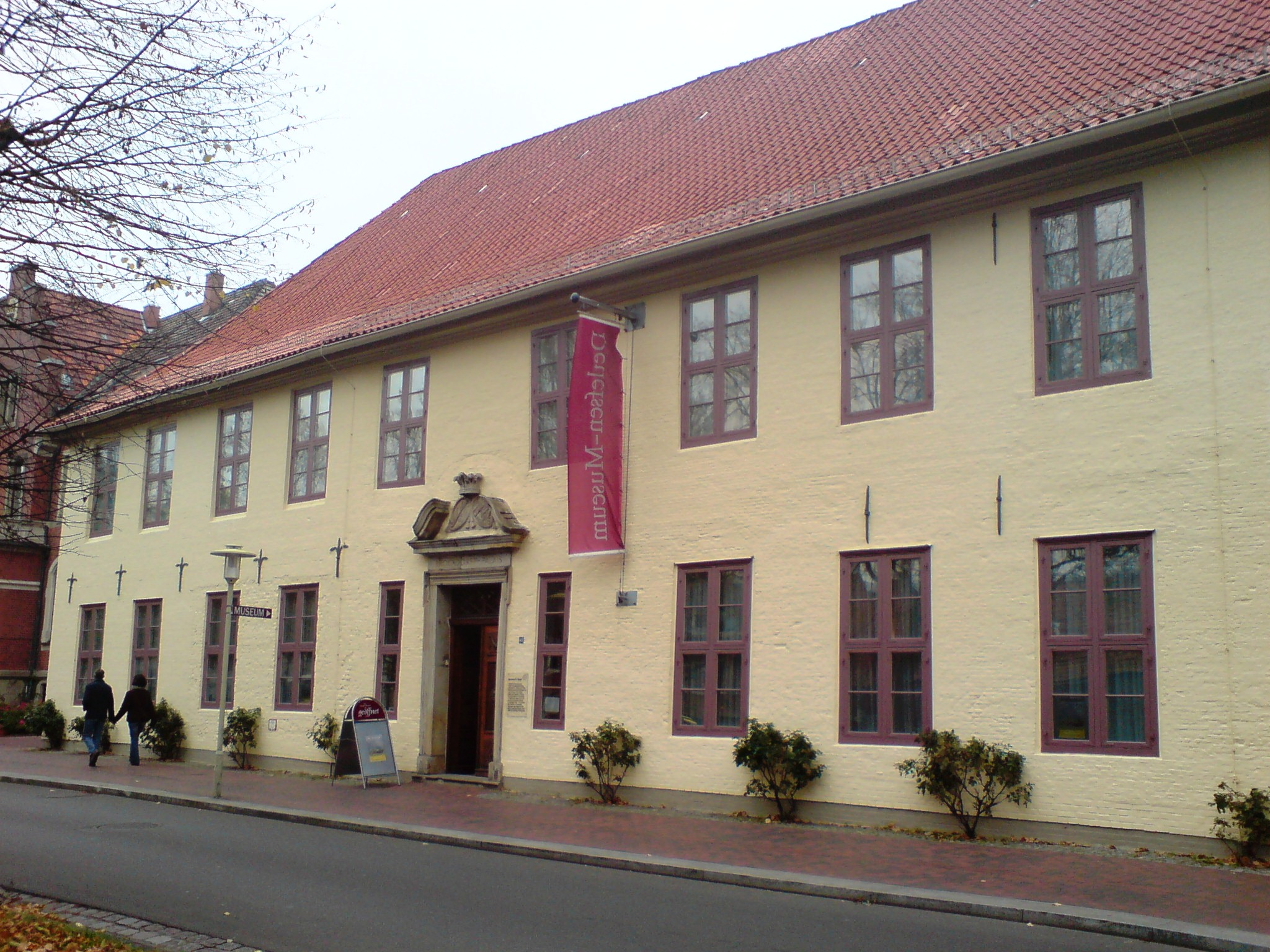
Brockdorff-Palais

Van Steenwinckel war ein Sohn des Königlich dänischen Baumeisters Hans van Steenwinckel. Er ging bei Willem Cornelisz. in Laholm und Halmstad (heute Provinz Halland in Schweden) in die Lehre. Seinen Aufstieg zum königlichen Baumeister nahm er bei der Errichtung des Schlosses Laholm und wurde um 1625 Festungsbaumeister in Halmstad. 1629 kam er als Regierungsbaumeister zur schleswig-holsteinischen Regierung nach Glückstadt und erbaute 1630/31 dort im Auftrage des baufreudigen Königs Christian IV. das heute nicht mehr erhaltene Glückstädter Schloss, das Rathaus (1642/43) und den neuen Stadtteil auf der Insel Rethövel. Auch das Brockdorff-Palais wurde von ihm für den Festungskommandanten Graf Pentz errichtet.
Seine Bestallung zum Baumeister in Glückstadt verhielt er am 28. Februar 1630. Er war der Bruder von Hans und Morten Steenwinckel. Am 3. Januar 1635 wurden ihm durch König Christian 2000 Reichstaler angewiesen. Nach dem Tode von König Christian IV. kehrte er nach Kopenhagen zurück. 1649 beklagte er sich dort bei König Friedrich III. darüber, dass er Not leide, woraufhin er einige kleinere Zahlungen erhielt. Bis zum 22. Juni 1653 sind weitere Forderungen bekannt, danach wird er nicht mehr erwähnt.